# Noizy
Noizy, pseudonimo di Rigels Rajku (Sukth, 27 settembre 1986), è un cantante e rapper albanese.

## Biografia
Due dei cinque album in studio di Noizy hanno fatto l'ingresso nella Schweizer Hitparade, ottenendo tale risultato con Epoka (32º posto; 2020) e Alpha (2º posto; 2023). Ha conseguito successo commerciale anche col brano Toto, in collaborazione con RAF Camora, che è arrivato in top ten sia nella Ö3 Austria Top 40 che in Svizzera, e al 18º posto nella Deutsche Singlechart. Il pezzo ha ricevuto una certificazione d'oro in tutti e tre i mercati, per un totale di 225 000 unità accumulate; lo stesso esito è stato conseguito con la collaborazione Nummer 1, che è invece platino in Germania.
Con Location, un duetto con Sfera Ebbasta, ha ricevuto la certificazione d'oro dalla Federazione Industria Musicale Italiana per le oltre 50 000 unità di vendita in Italia. Follow You (2024), invece, è diventato virale a cavallo tra il 2024 e l'anno successivo, comparendo nella top 20 della hit parade della Indian Music Industry e ricevendo la certificazione di platino dalla IFPI Greece.

## Discografia

### Album in studio
- 2009 – Pak më ndryshe
- 2014 – Hardest in the Market
- 2016 – Zin City
- 2020 – Epoka
- 2023 – Alpha
- 2025 – Icon

### Mixtape
- 2011 – Living Your Dream
- 2012 – Do You Remember Me?

### Singoli
- 2010 – Sen tjeter nuk vyn (feat. Blunt & Real1)
- 2010 – Rruges tu shku (feat. Blunt & Real)
- 2014 – Noizy 2014
- 2017 – 100 kile
- 2017 – AK47
- 2017 – Dje & sot (feat. Ledri Vula)
- 2017 – Bora
- 2018 – Gjuha e kampionit
- 2018 – Mbreteresha ime
- 2018 – 16
- 2018 – Luj edhe pak
- 2018 – Toto (feat. RAF Camora)
- 2018 – Peace & Love
- 2018 – Parku i lojrave (con Ghali)
- 2018 – Bossman (con Lil Koli)
- 2018 – Meksikane (con Varrosi)
- 2018 – Po thu (feat. Samm)
- 2018 – A don love? (feat. Dafina Zeqiri)
- 2019 – Superhot
- 2019 – Sekret i bukur (feat. DJ a-Boom)
- 2019 – New Benz (feat. Snik)
- 2019 – Nuk kan besu
- 2019 – Kallabllak
- 2019 – Colpo grosso (con Snik, Capo Plaza e Guè Pequeno)
- 2020 – Rapstar
- 2020 – Nuk je bad
- 2020 – Adrenaline (feat. Matolale)
- 2020 – All Dem Talk (feat. Gzuz & Dutchavelli)
- 2020 – Digital Love
- 2021 – Nje here e mire (Vaccine)
- 2021 – Pa mu (feat. Elgit Doda)
- 2021 – Freestyle
- 2021 – Ti ti (feat. Elgit Doda)
- 2021 – Tunde
- 2021 – Murderer (con Arilena Ara)
- 2021 – Lagja (con Varrosi e Lil Koli)
- 2022 – Alles Gut (con Dardan e Jugglerz)
- 2022 – Dhimbje
- 2022 – Maradona (con Elai)
- 2022 – Florian Marku
- 2022 – Warning (con BM)
- 2022 – Bandita (con Dardan)
- 2022 – Alkool (con Yll Limani)
- 2022 – Heart Attack (feat. Loredana)
- 2022 – Edhe një natë (con Xhensila)
- 2022 – Benz/Ri
- 2022 – Big Budz No Dust (con Capo Plaza e Krept & Konan)
- 2023 – Fatos nano
- 2023 – Lozonjare (con Altin Sulku)
- 2023 – Jena mbreter 2
- 2023 – Location (con Sfera Ebbasta)
- 2023 – Medalioni (con Stresi)
- 2023 – Caceria (con Doggo)
- 2023 – Kallma (con Dhurata Dora)
- 2024 – Big Body Benzo
- 2024 – I kom pa (con Buta)
- 2024 – Ama (con Era Istrefi)
- 2024 – Lamtumir (con Xhensila e Ardian Bujupi)
- 2024 – Take a Look (con Era Istrefi)
- 2024 – U bo kohe (con Varrosi e Tayna)
- 2024 – Follow You
- 2024 – Vllazni
- 2025 – Vetes ja bom ne (con Elgit Doda)
- 2025 – Dashni ke ra
- 2025 – Lule bore (con Young Zerka e Rozana Radi)
- 2025 – Shoqe (con Kida)
- 2025 – We Back (con Azet)
- 2025 – Kitty (con Era Istrefi)